# Неогублений голосний заднього ряду високосереднього піднесення
Неогублений голосний заднього ряду високо-середнього піднесення (англ. Close-mid back unrounded vowel) — один з голосних звуків, п'ятнадцятий з основних голосних звуків.
Інколи називається неогубленим заднім високо-середнім голосним.
- У Міжнародному фонетичному алфавіті позначається як [ɤ].
- У Розширеному фонетичному алфавіті SAM позначається як [7].

## Приклади
- Ірландська мова: Uladh [ɤlˠu] (Ольстер).

## Середньо-задній неокруглений голосний
Іноді виділяють ще неокруглений голосний високо-середнього підняття середньо-заднього ряду — середній між [ɤ] та [ʌ]. У МФА для нього існує окремий символ [ɤ̞], що відрізнюється від основного [ɤ] доданням діакритичного знака.

### Приклади
| Мова        | Мова                 | Слово                                                                                    | МФА      | Значення     | Примітки |
| ----------- | -------------------- | ---------------------------------------------------------------------------------------- | -------- | ------------ | --- |
| Англійська  | Кардіффський діалект | plus                                                                                     | [pl̥ʌ̝̈s]   | 'плюс'       | Задній, може вимовлятися як [ə], [ɜ], [ɜ̟] або [ë̞]. Відповідає [ʌ] в інших діалектах.                                               |
| Англійська  | Норфолкський діалект | plus                                                                                     | [pl̥ʌ̝̈s]   | 'плюс'       | Задній; відповідає [ʌ] в інших діалектах. Див. Англійська фонетика                                                                 |
| Англійська  | Діалекти Філадельфії | plus                                                                                     | [pɫ̥ʌ̝s]   | 'плюс'       | Може бути низько-середнім [ʌ] або низьким неогубленим /uː/ ([ɯ̽]). Відповідає звуку [ʌ] в інших діалектах. Див. Англійська фонетика |
| Болгарська  | Болгарська           | път                                                                                      | [pɤ̞̈t̪]    | 'путь'       | Задній. Утворився внаслідок злиття в один звук редукованого *ъ і носового *ǫ. Див. Болгарська фонетика                             |
| В'єтнамська | Ханойський діалект   | [[[В'єтнамська абетка\|tờ]]] Помилка: {{Lang}}: текст вже має курсивний шрифт (допомога) | [t̻ɤ̞̈˧˨]   | 'аркуш'      | Задній. Алофон фонеми /ɤ/ (також може записуватися як [ə]). Див. В'єтнамська фонетика                                              |
| Гайо        | Гайо                 | kule                                                                                     | [kuˈlɤ̞ː] | 'тигр'       | Один з можливих алофонів фонеми /ə/.                                                                                               |
| Данська     | Стандартна           | læger                                                                                    | [ˈleːɤ̞̈]  | 'лікарі'     | Задній; одна з можливих вимов сполучень /ər, rə, rər/. Див. Данська фонетика                                                       |
| Ібібіо      | Ібібіо               | [dʌ̝̈k˦]                                                                                   | [dʌ̝̈k˦]   | 'входи́'      | Задній; зазвичай транскрибується як [ʌ].                                                                                           |
| Китайська   | Шанхайський діалект  | 渠                                                                                       | [kɤ̞̈¹]    | 'кювет'      | Задній; має тенденцію до дифтонгізації у [ɤ̞̈ɯ̞̈] молодими мовцями.                                                                    |
| Німецька    | Хемніцкий діалект    | Schirm                                                                                   | [ʃʌ̝̈ˤːm]  | 'парасолька' | Фарингалізований задній; може транскрибуватися як [ʌˤː]. Замість нього можуть вимовляти алофон [ɪːɒ̯].                              |